# Хайнрих II (Брауншвайг-Грубенхаген)
Вижте пояснителната страница за други личности с името Хайнрих II.
Хайнрих II (на немски: Heinrich II, Heinrich von Griechenland; * ок. 1289, † 1351), наричан от Гърция (de Graecia), от род Велфи (Стар Дом Брауншвайг), е херцог на Брауншвайг и Люнебург и от 1322 до 1352 г. княз на Княжество Грубенхаген.

## Живот
Той е син на херцог Хайнрих I (1267 – 1322) и на маркграфиня Агнес от Майсен (1264 – 1322), дъщеря на маркграф Албрехт II от род Ветини и Маргарета фон Щауфен (1237 – 1270), дъщеря на император Фридрих II и Изабела Плантагенет, дъщеря на английския крал Джон Безземни. Сестра му Аделхайд-Ирене (1293 – 1324) се омъжва за византийския император Андроник III Палеолог (1296 – 1341)
След смъртта на баща му през 1322 г. Хайнрих II и по-малките му братя Вилхелм I и Ернст I си поделят княжеството. Той получава част от замък Грубенхаген.
През 1327 г. той придружава Лудвиг Баварски в неговия поход за коронизацията в Рим. От там той отива през Долна Италия в Константинопол, където прекарва известно време в двора на зет си, император Андроник III Палеолог. С негово писмо той отива на поклонение в Светите земи. След престой на Кипър, където се запознава с втората си съпруга Хайлвиг, той се връща през 1331 г. отново в родината. Той започва да залага части от господството си.
Хайнрих II умира през 1351 г. в замък Грубенхаген. Най-големият му син Ото се жени през 1376 г. за кралица Джована I от Неапол

## Фамилия
Първи брак: през 1318 г. с Юдит (Юта) фон Бранденбург-Ландсберг, дъщеря на маркграф Хайнрих I от Бранденбург и Агнес Баварска (1276 – 1340), сестра на император Лудвиг Баварски. С нея той има децата:
- Ридаг (син; † ок. 1366)
- Агнес (* 1318, † пр. 1371), омъжена за Барним III (Померания)
- Ото (1320 – 1399), кондотиер в Италия, 1383 г. княз на Таранто, женен от 1376 г. за кралица Джована I от Неапол
- Йохан (* 1321, † 1371), канон на Халберщат
- Луис (* ок. 1323, † пр. 1373), канон на Камин

Втори брак: през 1330 г. с Хайлвиг Ибелин от кралската фамилия Лузинян от Йерусалим и Кипър. С нея той има децата:
- Филип (* ок. 1332, † 1370/380), констаблер на Йерусалим
- Балтазар (* 1336, † 1385), деспот на Романия
- Томас (ок. 1338 – ок. 1384), августински монах
- Мелхиор (* ок. 1341, † 6 юни 1381), епископ на Оснабрюк и на Шверин